# Kevin Quinn (aktor)
Kevin Quinn (ur. 21 maja 1997 w Chicago) – amerykański aktor i muzyk.

## Życiorys
Kevin Quinn urodził się 21 maja 1997 w Chicago. Obecnie mieszka w Wilmette w stanie Illinois. Jego rodzicami są Brian Quinn, dyrektor wykonawczy, i Tamara Quinn, założycielka Pulling Down the Moon. Quinn ma siostrę bliźniaczkę.
Dorastając, Kevin Quinn występował w dziecięcym teatrze Winnetka, w zespole teatralnym. Zaczął swoją karierę występując w odcinkach serialu Shameless – Niepokorni i Chicago PD. Zanim dostał rolę w Disney, wystąpił w 12 sezonie American Idol. Został również jednym z top 60 mężczyzn w kraju. Później grał Johny'ego w Steppenwolf Theater, w inscenizacji Władcy Much i chłopaka, w Chicago Shakespeare Theater, w adaptacji Henryka V.
W 2015 Quinn dostał rolę w disneyowskim serialu Obóz Kikiwaka. W 2016 pojawił się w Disney Channel Original Movie Adventures in Babysitting.

### Film
| Rok  | Tytuł filmu     | Rola            | Uwagi                |
| ---- | --------------- | --------------- | -------------------- |
| 2015 | Screens         | Tommy           | film krótkometrażowy |
| 2018 | Canal Street    | Brian Sudermill |                      |
| 2021 | Tydzień życia   | Will Hawkins    |                      |
| 2021 | Ponad Horyzont! | Billy Johnson   |                      |

### Telewizja
| Rok     | Tytuł filmu            | Rola             | Notatki                                  |
| ------- | ---------------------- | ---------------- | ---------------------------------------- |
| 2014    | Chicago PD             | Nate Hansen      | „Get My Cigarettes” (sezon 2, odcinek 2) |
| 2015    | Shameless – Niepokorni | 17-letni chłopak | „I'm the Liver” (sezon 5, odcinek 2)     |
| od 2015 | Obóz Kikiwaka          | Xander           | główna rola                              |
| 2016    | Nianie w akcji         | Zac Chase        | film telewizyjny                         |

### Gry wideo
| Rok  | Tytuł                                        | Rola        | Uwagi |
| ---- | -------------------------------------------- | ----------- | ----- |
| 2016 | Kingdom Hearts HD 2.8 Final Chapter Prologue | Mistrz Gula |       |
| 2019 | Kingdom Hearts III                           | Gula        |       |